# Estrada de Ferro Rio d’Ouro

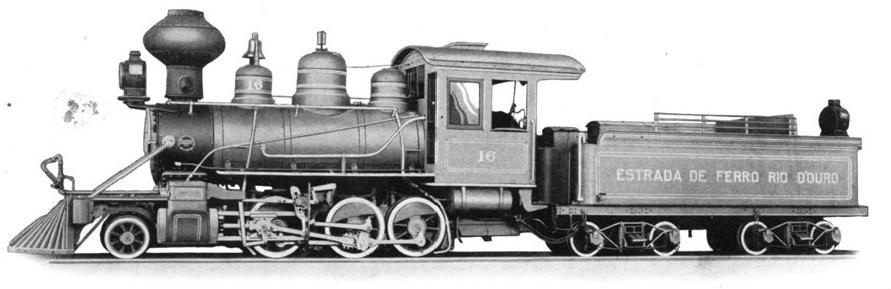
Baldwin Lokomotive der Estrada de Ferro Rio d’Ouro

Die Estrada de Ferro Rio d’Ouro war eine brasilianische Bahngesellschaft der damaligen Provinz von Rio de Janeiro. Sie wurde 1875 gegründet um eine Bahnverbindung zwischen  Caju (Hafen im Stadtgebiet Rio de Janeiro) und dem Stausee von Rio d’Ouro, in der Baixada Fluminense mit einer Länge von 58 km zu bauen. 
Die Bahnlinie wurde gebaut um die Bauarbeiten zur Wasserversorgung aus der Serra do Tinguá in Rio de Janeiro zu unterstützen. Baumaterialien und Bauarbeiter wurden auf diesem Wege ab 1883 transportiert. Ab 1896 gab es einen regelmäßigen Verkehr bis Pavuna. Bahnhöfe auf dieser Strecke waren Caju, Benfica, Pilares, Irajá, Pavuna, Brejo Cava e Rio d’Ouro.
Die Flotte der Lokomotiven bestand aus 5 Maschinen der Firma Hunstel Engine Co, 11 Personenwagen und 41 Waggons. Schon 1883 wurden 29.132 Passagiere und 4870 Tonnen Ladung sowie 133 Tonnen Gepäck und Pakete transportiert.
Die Strecke hatte auch diverse Anschlussgleise (die heute zum größten Teil stillgelegt sind):
- Praia Pequena in Caju nach Triagem
- Porto de Maria Angu (lag im heutigen Stadtteil  Penha) nach Vicente de Carvalho.
- Ramal de Xerém, von Belford Roxo nach Xerém.
- Ramal de Tinguá, wurde 1883 eröffnet von José Bulhões (Cava) bis Tinguá.
- Ramal de Jaceruba, wurde 1883 eröffnet von Belford Roxo bis São Pedro (Jaceruba).

In den besten Zeiten bediente die Estrada de Ferro Rio d’Ouro viele Vororte von Rio de Janeiro wie Engenho da Rainha, Inhaúma, Irajá, und die oben bereits genannten Vicente de Carvalho e Pavuna, sowie andere Orte in der Baixada Fluminense, wie Belford Roxo und Areia Branca.
1925 bestand die gesamtstreckenlänge bereits aus 146 km Schienenkilometern, abgehend von der Quinta do Caju bis hin nach Jaceruba, Tinguá e Xerém. 1928 wurde der Betrieb der Linie von der Bahngesellschaft Estrada de Ferro Central do Brasil übernommen.